# Príncipe Hereditário do Mónaco
Príncipe Hereditário do Mónaco é o título dado ao herdeiro aparente ou herdeiro presuntivo ao trono monegasco desde sua criação oficial em 15 de maio de 1882. Tradicionalmente, se o detentor do título for do sexo masculino, é dado a ele o título de Marquês de Baux. O Príncipe Soberano e os outros membros da família principesca são tratados como Sua Alteza Sereníssima.

## Lista de príncipes herdeiros de Mônaco
| Nome                                                 | Imagem                                   | Nascimento                                         | Casamento e descendência                                  | Morte                                               | Herdeiro de                |
| ---------------------------------------------------- | ---------------------------------------- | -------------------------------------------------- | --------------------------------------------------------- | --------------------------------------------------- | -------------------------- |
| Alberto 15 de maio de 1882 – 10 de setembro de 1889  | Alberto, Príncipe Hereditário do Mónaco  | 13 de novembro de 1848                             | Maria Vitória Hamilton 21 de setembro de 1869 1 filho     | 26 de junho de 1922 (73 anos, 7 meses e 13 dias)    | Carlos III (r. 1856–1889)  |
| Luís 10 de setembro de 1889 – 26 de junho de 1922    | Luís, Príncipe Hereditário do Mónaco     | 12 de julho de 1870                                | Gislaine Dommanget 24 de julho de 1946 1 filho            | 9 de maio de 1949 (78 anos, 9 meses e 27 dias)      | Carlos III (r. 1889–1922)  |
| Carlota 27 de junho de 1922 – 30 de maio de 1944     | Carlota, Princesa Hereditária do Mónaco  | 30 de setembro de 1898                             | Pedro, Duque de Valentinois 20 de março de 1930 2 filhos  | 16 de novembro de 1977 (78 anos, 9 meses e 27 dias) | Luís II (r. 1922–1949)     |
| Rainier 30 de maio de 1944 – 9 de maio de 1949       | Rainier, Príncipe Hereditário do Mónaco  | 31 de maio de 1923                                 | Grace Patricia Kelly 18 de abril de 1956 3 filhos         | 6 de abril de 2005 (81 anos, 10 meses e 6 dias)     | Luís II (r. 1922–1949)     |
| Carolina 23 de janeiro de 1957 – 14 de março de 1958 | Carolina, Princesa Hereditária do Mónaco | 23 de janeiro de 1957 (68 anos, 1 mês e 20 dias)   | Ernesto Augusto de Hanôver 23 de janeiro de 1999 4 filhos |                                                     | Rainier III (r. 1949–2005) |
| Alberto 14 de março de 1958 – 6 de abril de 2005     | Alberto, Príncipe Hereditário do Mónaco  | 14 de março de 1958 (67 anos e 1 dia)              | Charlene Wittstock 1 de julho de 2011 2 filhos            |                                                     | Rainier III (r. 1949–2005) |
| Carolina 6 de abril de 2005 – 10 de dezembro de 2014 | Carolina, Princesa Hereditária do Mónaco | 23 de janeiro de 1957 (68 anos, 1 mês e 20 dias)   | Ernesto Augusto de Hanôver 23 de janeiro de 1999 4 filhos |                                                     | Alberto II (r. 2005–)      |
| Gabriela 10 de dezembro de 2014                      | Gabriela, Princesa Hereditária do Mónaco | 10 de dezembro de 2014 (10 anos, 3 meses e 5 dias) | — Não se casou.                                           |                                                     | Alberto II (r. 2005–)      |
| Jaime 10 de dezembro de 2014 — presente              | Jaime, Príncipe Herdeiro do Mónaco       | 10 de dezembro de 2014 (10 anos, 3 meses e 5 dias) | — Não se casou.                                           |                                                     | Alberto II (r. 2005–)      |